# Сайрус Лонгворт Ланделл
Сайрус Лонгворт Ланделл (англ. Cyrus Longworth Lundell; 1907—1994) — американський ботанік та археолог.

## Біографія
Сайрус Ланделл народився в Остіні 5 листопада 1907 року. Навчався у Південному методистському університеті у Далласі, у 1932 році здобув ступінь бакалавра мистецтв. З 1928 року працював асистентом-фізіологом у Дослідницькій організації тропічних рослин у Вашингтоні. Вирушив до Британського Гондурасу (сучасний Беліз) для дослідження саподілли, яка виділяє чикл, що використовували для виготовлення жувальних гумок.
У грудні 1932 року Ланделл з повітря виявив стародавнє місто Мая, згодом назване ним Калакмулем, «містом двох сусідніх пірамід». З 1932 до 1936 він працював асистентом у Ботанічному саду Енн-Арбор, у 1936 році став доктором філософії Мічиганського університету та був призначений асистентом куратора. З 1933 до 1944 року Ланделл неодноразово подорожував по Центральній Америці за підтримки Інституту Карнегі та Мічиганського університету. Згодом він виявив ще 15 пам'яток культури Мая. До 1944 року Сайрус Ланделл працював куратором квіткових рослин Мічиганського університету.
У 1944 році Ланделл переїхав у Даллас, наступні чотири роки викладав у Південному методистському університеті. З 1946 до 1972 року працював у Техаській дослідницькій організації у Реннері (у районі Далласа).
Сайрус Лонгворт був засновником ботанічного журналу Wrightia. Також був основним автором монографії Flora of Texas. Всього дав назву понад 2000 новим видам рослин.
1981 року Ланделла відзначено найвищою державною нагородою Гватемали — Ордену Кетцаля.
28 березня 1994 року Сайрус Лонгворт Ланделл помер.

## Окремі наукові публікації
- (англ.)Lundell, C.L. The vegetation of Petén. — 244 p., 39 pl.
- (англ.)Lundell, C.L. Flora of Texas. — 1942—1966.
- (англ.)Lundell, C.L. The genus Parathesis of the Myrsinacae. — 1966. — 206 p.

## Роди рослин, названі на честь С.Л.Ланделла
- Lundellia Leonard, 1959 [= Holographis Nees, 1847]
- Lundellianthus H.Rob., 1978